# Liste der Kellergassen in Windigsteig
Die Liste der Kellergassen in Windigsteig führt die Kellergassen in der niederösterreichischen Gemeinde Windigsteig an. In dieser Waldviertler Gemeinde gibt es keinen Weinbau. Bei den Kellern handelt es sich daher um Erdäpfelkeller, ohne Presshäuser.
| Foto |                 | Kellergasse | Standort           | Beschreibung |
| ---- | --------------- | ----------- | ------------------ | --- |
| ja   | Datei hochladen | Kellergasse | KG: Markl Standort | Die einseitige Einzelkellergasse liegt in einem von Westen in den Ort führenden Graben. Sie besteht aus 11 Kellern, vorwiegend in Schildmauerform, und hat eine Länge von 100 Metern. Anmerkung: Schmidbaur erwähnte 1990 noch zwölf Keller, davon einer in desolatem Zustand. Zum Zeitpunkt der Fotodokumentation 2017 waren nur mehr elf Keller vorzufinden. |

| Foto:                    | Fotografie der Kellergasse (Gesamtheit). Klicken des Fotos erzeugt eine vergrößerte Ansicht. Daneben finden sich zwei Symbole: \| Weitere Bilder vorhanden \| Das Symbol bedeutet, dass weitere Fotos des Objekts verfügbar sind. Durch Klicken des Symbols werden sie angezeigt. \| \| Eigenes Foto hochladen \| Durch Klicken des Symbols können weitere Fotos des Objekts in das Medienarchiv Wikimedia Commons hochgeladen werden. \| |
| Name:                    | Bezeichnung der Kellergasse |
| Standort:                | Es ist die Katastralgemeinde (KG) angegeben. Durch Aufruf des Links Standort wird die Lage der Kellergasse in verschiedenen Kartenprojekten angezeigt. |
| Beschreibung             | Kurze Beschreibung der Kellergasse |
| Weitere Bilder vorhanden | Das Symbol bedeutet, dass weitere Fotos des Objekts verfügbar sind. Durch Klicken des Symbols werden sie angezeigt. |
| Eigenes Foto hochladen   | Durch Klicken des Symbols können weitere Fotos des Objekts in das Medienarchiv Wikimedia Commons hochgeladen werden. |